# Agrostis hirsuta
Agrostis hirsuta é uma espécie de gramínea do gênero Agrostis, pertencente à família Poaceae.